# Gauthier d'Aunay
Pour les articles homonymes, voir Aunay et Aulnay.
Gauthier d’Aunay ou d'Aulnay (vers 1288/1291 – Pontoise, 19 avril 1314), est un chevalier. Il est célèbre pour avoir été, à partir de 1312, l’amant de Blanche de Bourgogne, bru du roi de France Philippe IV le Bel, ce qui lui valut une exécution particulièrement cruelle.

## Famille
Fils aîné de Gauthier V d’Aunay (mort ap. 1318/v. 1325), seigneur de Moussy-le-Neuf, du Mesnil et de Grand Moulin, son frère Philippe d’Aunay est marié à Agnès de Montmorency, petite-fille de Mathieu III de Montmorency, dont postérité : Philippe II dit « le Gal(l)ois » (mort avant 1392, et postérité), Pierre, Jean et Marguerite d'Aunay (ou d'Aulnay).
Il est bachelier du comte de Poitiers, second fils de Philippe le Bel. Convaincu d’adultère dans l’affaire de la tour de Nesle avec Blanche de Bourgogne, il est confondu et dénoncé par Isabelle, reine d’Angleterre (fille de Philippe IV le Bel), qui déteste sa belle-sœur Blanche. Passé à la question malgré son rang, il passe vite aux aveux et est condamné pour crime de lèse-majesté (un adultère pouvant jeter un doute sur la légitimité de la descendance royale) et exécuté place du Grand-Martroy à Pontoise avec son frère Philippe d’Aunay dans des conditions particulièrement brutales.

## L’exécution
Les « deux jeunes et biaux chevaliers » furent roués vifs, écorchés vifs, émasculés, épandus de plomb soufré en ébullition, puis décapités, traînés à travers rues, et pendus au gibet y pourrissant durant des semaines. Leurs sexes, instruments du crime, sont jetés aux chiens. « Jamais corps n'auront autant souffert » rapporte alors la chronique.
Chateaubriand, dans les Études historiques, rapporte les vers suivants :
Que ils furent vifs ecorchiez
Puis fu lor nature copée
Aux chiens et aux bestes jetée.
Il écrit plus loin : « Ils furent écorchés vifs, traînés dans la prairie de Maubuisson nouvellement fauchée, mutilés, et pendus à un gibet par-dessous les bras ».
Selon la chronique d'un contemporain :

« C'est pourquoi, expiant par un genre de mort et un supplice ignominieux un si infâme forfait, ils furent à la vue de tous écorchés tout vivants sur la place publique. On leur coupa les parties viriles et génitales, et leur tranchant la tête, on les traîna au gibet public où, dépouillés de toute leur peau, ils furent pendus par les épaules et les jointures des bras. »

## Fiction
- Gauthier d'Aunay est l'un des personnages du film muet Buridan, le héros de la tour de Nesle (1923), de Pierre Marodon.
- Dans La Tour de Nesle d'Abel Gance, le personnage de Gauthier d’Aunay est joué par l'acteur Paul Guers.
- Dans la mini-série télévisée Les Rois maudits, la première des deux adaptations télévisées de la suite romanesque historique, il l'est par Vincent Gauthier.